# Municipio 5 di Milano
Il municipio 5 (Porta Ticinese, Porta Lodovica, Vigentino, Chiaravalle, Gratosoglio) è una delle nove circoscrizioni comunali di Milano.
La sede del Consiglio si trova in viale Tibaldi, 41.

## Descrizione zona
Il municipio 5 si estende verso sud dal centro cittadino.
È un'area mista, composta da quartieri di differente estrazione sociale e cultura, comprendendo zone storicamente centrali e nuove aree periferiche.
La circoscrizione è composta da numerosi Corpi Santi di Milano e da alcuni quartieri storici della vecchia milano come il "Burg dè furmagiatt" situato nella zona di corso San Gottardo. All'interno del municipio vi sono alcuni monumenti dal valore storico architettonico protetti da vincolo, come ad esempio Porta Ticinese ed uno dei primi esempi di architettura gotica in Italia, l'abbazia di Chiaravalle.
La torre nolare dell'abbazia, detta "Ciribiciaccola" nel dialetto milanese, soggetto anche di un'antica filastrocca meneghina, è il simbolo del municipio ed è presente nell'emblema ufficiale dell'Istituzione.
Sul territorio del municipio 5 insistono numerosi parchi ed aree verdi, uno fra tutti il parco agricolo Sud Milano, che è un parco regionale ed è il parco periurbano più grande d'Europa. L'intera area di 46300 ha è sottoposta a vincolo ambientale.

## Suddivisioni
Il municipio 5 comprende i seguenti quartieri: Porta Vigentina-Porta Lodovica, Scalo Romana, Chiaravalle, Morivione, Vigentino, Fatima, Quintosole, Ronchetto delle Rane, Gratosoglio, Missaglia-Terrazze, Quartiere Stadera, Quartiere Chiesa Rossa-Torretta, Conca Fallata, Tibaldi, Parco delle Abbazie, Parco dei Navigli e Cantalupa.

## Etnie e minoranze straniere
Secondo il Comune di Milano, gli stranieri residenti nel municipio 5 sono 23.945, il 18,88% del totale.

## Amministrazione
Il Consiglio è composto da 30 consiglieri eletti a suffragio diretto dai cittadini residenti aventi diritto al voto, contestualmente al consiglio comunale ed è retto da un Presidente di Municipio eletto con la medesima "legge dei Sindaci".
La maggioranza, dal 5 ottobre 2021 è di centrosinistra. Il Presidente di Municipio è Natale Carapellese.

## Centri di aggregazione

### Centri di aggregazione multifunzionale (C.A.M.)
Sono finalizzati all'aggregazione, alla partecipazione sociale e allo svolgimento di attività ricreative, culturali, formative e sportive accessibili a tutte le fasce di età. Offrono ai cittadini la possibilità di vivere con maggior fiducia il proprio territorio, organizzando iniziative che stimolino a uscire dalla propria abitazione e anche dalla propria solitudine personale. 
- C.A.M. "Verro"
- C.A.M. "Gratosoglio"
- C.A.M. "Stadera"
- C.A.M. "Tibaldi"
- C.A.M. "Boifava"

### Centri di aggregazione giovanile (C.A.G.)
- C.A.G. "Lo Scrigno"

## Luoghi di interesse
- Abbazia di Chiaravalle
- Università commerciale Luigi Bocconi

## Parchi
- Parco Alessandrina Ravizza
- Parco agricolo del Ticinello
- Parco ex OM
- Parco della Resistenza (ex Parco Baravalle)
- Giardino delle vie Aicardo, Boeri, Giovanni da Cermenate e piazza Caduti del Lavoro
- Parco agricolo Sud Milano

## Stazioni
Stazioni della metropolitana di Milano:
- Abbiategrasso
- Lodi T.I.B.B., Porta Romana
- Rfi Porta Romana [S] Tibaldi [S]